# ایگوزون-چانتوم
ایگوزون-چانتوم (به فرانسوی: Éguzon-Chantôme) یک کمون در فرانسه است که در اندر واقع شده‌است. ایگوزون-چانتوم ۳۶٫۴۴ کیلومتر مربع مساحت و ۱٬۳۶۲ نفر جمعیت دارد و ۲۴۰ متر بالاتر از سطح دریا واقع شده‌است.